# Консультативна місія Європейського Союзу Україна
Консультативна місія Європейського Союзу в Україні (КМЄС в Україні, КМЄС; англ. European Union Advisory Mission Ukraine, EUAM Ukraine, EUAM) — цивільна місія Спільної політики безпеки та оборони (СПБО) Європейського Союзу. Метою діяльності місії є сприяння реформуванню сектору цивільної безпеки України. Експерти місії надають стратегічні консультації та практичну підтримку, щоби зробити сектор цивільної безпеки України ефективнішим, дієвішим, прозорішим та таким, що користується довірою громадян. КМЄС Україна співпрацює з різними правоохоронними органами України та органами системи верховенства права та офіційно розпочала роботу в 1 грудня 2014 року після Революції Гідності та одержання відповідного запрошення від уряду України.
У 2022 році мандат КМЄС в Україні було доповнено у відповідь на російську агресію проти України, передусім для сприяння розслідуванню та переслідуванню за міжнародні злочини.
14 травня 2024 року країни-члени ЄС рішенням Ради міністрів ЄС посилили Місію та розширили її діяльність в Україні, продовживши мандат КМЄС з 1 червня 2024 року до 31 травня 2027 року.
КМЄС в Україні має регіональні представництва в Києві, Львові та Одесі, а також мобільний підрозділ. Через агресивну війну Росії проти України регіональні представництва місії в Харкові та Маріуполі тимчасово не працюють. Команда місії складається з майже 440 міжнародних та українських співробітників і працює над виконанням мандату, прагнучи створити в Україні ефективний і прозорий сектор цивільної безпеки, що користується довірою громадян. Мандат КМЄС в Україні реалізується за трьома напрямами діяльності:
- Стратегічні консультації з питань реформування сектору цивільної безпеки, зокрема, щодо розробки стратегічних документів та законодавства;
- Операційна підтримка впровадження реформ шляхом розбудови спроможностей, проведення тренінгів та практичної підтримки сектору цивільної безпеки;
- Співпраця та координація зосереджені на підтримці українських партнерів у розбудові злагоджених та ефективних механізмів координації як на національному, так і на міжнародному рівнях.

## Пріоритети роботи місії
Реформа сектору цивільної безпеки
Надання консультацій щодо реформ у секторі цивільної безпеки, пов’язаних зі вступом до ЄС, зосереджуючи особливу увагу на реалізації Комплексного стратегічного плану реформування органів правопорядку та Плану дій до нього.
Інтегроване управління кордонамиНадання консультацій щодо адаптації нормативно-правової бази України у сфері інтегрованого управління кордонами відповідно до стандартів та найкращих практик ЄС у цій сфері.
Деокуповані та прилеглі територіїПідтримка стабілізаційних зусиль на деокупованих та прилеглих територіях шляхом зміцнення спроможностей та стійкості правоохоронних органів, а також сприяння соціальній єдності та реінтеграції за допомогою механізмів громадського діалогу.
Міжнародні злочиниПосилення спроможностей українських державних органів та інституцій у розслідуванні та переслідуванні міжнародних, зокрема воєнних злочинів.

### Наскрізні заходи
Місія забезпечує впровадження принципів належного врядування, протидії корупції, дотримання прав людини та гендерної рівності в усіх видах своєї діяльності як наскрізні заходи.
- Права людини. Повага, заохочення та захист прав людини під час надання консультацій та підтримки органам та установам сектору цивільної безпеки України, а також всередині організації та структури Місії.
- Гендерна рівність. Врахування питань гендерної рівності при наданні консультацій та підтримки з метою створення гендерно орієнтованих стратегій і політик, повної та рівноправної участі жінок, а також забезпечення захисту від усіх форм гендерно зумовленого насильства та запобігання йому.
- Протидія корупції. Визнання корупції ендемічною проблемою в Україні та, ймовірно, найбільшою перешкодою на шляху реформ з метою посилення антикорупційної спроможності сектору цивільної безпеки.
- Належне врядування. Просування належного врядування з метою створення демократичних, ефективних, прозорих і підзвітних служб цивільної безпеки, що функціонують відповідно до європейських принципів і норм.

## Голови місії
- Кальман Міжей[en] (8 серпня 2014 – 31 січня 2016)
- Кястутіс Ланчінскас (1 лютого 2016 – 31 травня 2019)[5]
- Антті Юхані Хартікайнен (1 липня 2019 року – 31 травня 2023)
- Рольф Холмбо (1 червня 2023 – дотепер)[6]

## Регіональні представництва
З часу відкриття в 2014 році місія здійснювала свою діяльність з головного офісу в Києві. Проте із розширенням діяльності та збільшенням кількості проектів, які КМЄС Україна реалізує в регіонах, було відприто два регіональні представництва (РП) місії в Харкові та Львові. У 2018 році було відрито представництво КМЄС в Одесі та створено спеціальний мобільний підрозділ, що працює в різних куточках України, допомагаючи реалізувати проекти КМЄС в регіонах. У 2019 році було прийнято рішення про створення другого моібльного підрозділу, що працював, переважно, у Маріуполі. У червні 2020 року, визнаючи розширення діяльності КМЄС на сході України, у Маріуполі створено повноцінне регіональне представництво КМЄС.
Через агресивну війну Росії проти України регіональні представництва місії в Харкові та Маріуполі тимчасово не працюють.

## Ключові партнери
- Міністерство внутрішніх справ (МВС) та підзвітні йому відомства (Національна поліція, Патрульна поліція, Державна прикордонна служба України та ін.)
- Офіс Генерального прокурора України
- Служба безпеки України (СБУ)[12]
- Державне бюро розслідувань
- інші органи сектору цивільної безпеки

## Головні досягнення місії
Серед ключових досягнень роботи КМЄС Україна щодо реформування сектору цивільної безпеки України варто зазначити наступні:
- участь в розробці ряду стратегічних документів, серед яких: Закон про національну безпеку, Комплексний стратегічний план реформування органів правопорядку як частини сектору безпеки і оборони України на 2023-2027 роки, Стратегія розвитку МВС до 2020 року[14], Програма захисту свідків, Концепція реформування СБУ та відповідний план заходів тощо
- запровадження концепції взаємодії поліції з громадою (community policing) в роботу поліції[15]
- запровадження та пропагування нового підходу забезпечення громадського правопорядку через поліцію діалогу[16]
- допомога в розробці програми Оцінки ризиків тяжких злочинів та організованої злочинності (SOCTA)[17]
- реструктуризація роботи департаментів кримінальних розслідувань поліції шляхом об'єднання функцій слідчих та оперативників[18][19] та інші.